# Uwe Glinka und Kurt Meier
Uwe Glinka und Kurt Meier sind deutsche Autoren mehrerer Sparratgeber.

## Geschichte
Glinka und Meier lernten sich im März 2008 bei einer Maßnahme zur Arbeitsvermittlung in Lüneburg kennen. Die Geldnöte, die sich insbesondere am Ende des Monats bei Hartz-IV-Empfängern einstellen, brachten sie im Mai 2008 auf eine Geschäftsidee zur Erstellung eines Sparkochbuch. Mit der Unterstützung von Landfrauenvereinen sammelten sie Sparrezepte. Im Juni bis August 2008 entstand die erste Broschüre mit Rezepten nach dem Tagessatz von 4,33 € für einen Erwachsenen. Im November 2008 wurden sie von Günther Jauch zu stern TV eingeladen.
Ab Dezember 2008 entstanden weitere Broschüren und Kochbücher mit Rezepten zu günstiger und ausgewogener Ernährung, Produktvergleichen bei Produkten für den Haushalt und Vergleich von Marken- und No-Name-Produkten. 

### Bücher (Auszug)
- Das Sparkochbuch. EGMONT 2009. ISBN 3-897-98440-7.
- Das Familiensparkochbuch. EGMONT 2010. ISBN 3-802-53700-9.
- Super backen und sparen. EGMONT 2011. ISBN 3-802-53740-8.
- Spar dir das Fleisch. EGMONT 2011. ISBN 3-802-53746-7.
- Richtig feiern (fast) ohne Geld. EGMONT 2010. ISBN 3-802-53730-0.
- Wir Krisenköche. Einmal Hartz IV und zurück. EGMONT 2010. ISBN 3-802-53712-2.
- Das Sparkochbuch für den kleinen Haushalt. BUCHVERLAG FÜR DIE FRAU 2013. ISBN 978-3-89798-397-7